# Obrežna zverca
Obrežno zverco (znanstveno ime Lestes dryas) uvrščamo med enakokrile kačje pastirje iz družine zverc, razširjen po večini severne poloble.

## Opis
Odrasli dosežejo 35 do 45 mm v dolžino, zadnji krili pa merita 20 do 25 mm. Osnovna obarvanost je kovinsko zelena s svetlo spodnjo stranjo, pri spolno zrelih samcih pa se ob straneh oprsja in na konici zadka razvije modrikast voskast poprh. Modre so tudi njihove oči. Zelo podobna je bližnje sorodna obvodna zverca, od katere je obrežno zverco možno ločiti po nekoliko bolj čokatem telesu, za odtenek temnejši obarvanosti in nekaterih drugih znakih, pri čemer pa je za povsem zanesljivo določitev treba žival pregledati iz roke. Uporaben znak sta predvsem spodnja analna priveska samcev, ki sta zavita in obrnjena drug proti drugemu, medtem ko sta pri obvodni zverci razmeroma ravna. Samice je možno razločiti po leglici, ki je pri obrežni zverci večja, a ta znak ni tako očiten, tako da ga je treba kombinirati z drugimi.
Odrasli letajo vse poletje od druge polovice maja do septembra.

## Habitat in razširjenost
Razmnožuje se v stoječih vodah, kot so ribniki, manjša jezera in močvirja, po možnosti z gosto obrastjo s šašem in ločjem, ki poleti vsaj delno presahnejo. Občasno se pojavlja tudi v zaraščenih vodnih kotanjah v peskokopih. Ličinke se razvijajo v obrežnih plitvinah, ki se podnevi solidno segrejejo.
Vrsta je razširjena po severu Evrazije in Severne Amerike razen najsevernejših delov (ima t. i. holarktično oz. cirkumborealno razširjenost). V Evropi je najpogostejša po nižavjih Srednje Evrope, v Sredozemlju pa je redkejša in se pojavlja zlasti v višjih legah. Njena razširjenost se v Evraziji prekriva z razširjenostjo obvodne zverce. V Sloveniji se pojavlja v primernih habitatih po večjem delu države, vendar ne v velikem številu in praviloma skupaj s podobnimi vrstami. Na Rdeči seznam kačjih pastirjev iz Pravilnika o uvrstitvi ogroženih rastlinskih in živalskih vrst v rdeči seznam je obrežna zverca uvrščena kot prizadeta vrsta.